# Eric Trevorrow
Eric Trevorrow (* 1926 in Glasgow; † 2. Oktober 2015 in Newtownards) war ein schottischer Fußballspieler.

## Sportlicher Werdegang
Trevorrow spielte für den Parkhead Football Club in der Scottish Junior Football Association, ehe der Außenverteidiger aus beruflichen Gründen nach Nordirland zog. Dort lief er in den 1940er und 1950er Jahren für Ballymena United in der Irish League auf. Ein erster Titelgewinn gelang ihm mit seiner Mannschaft 1948 mit dem Gewinn des County Antrim Shields, der 1951 wiederholt wurde. 1951 zog er mit der Mannschaft zudem ins Endspiel um den Irish Cup ein, das jedoch im Belfaster Windsor Park mit einer 1:3-Niederlage gegen den Glentoran FC endete.
1952 holte Trevorrow mit seiner Mannschaft den anlässlich der Feierlichkeiten zum 100. Jubiläum der „Great Exhibition“ einmalig ausgetragenen Festival-of-Britain-Pokal, dabei wurde der Crusaders FC mit einem 3:0-Endspielerfolg deutlich besiegt. Im selben Jahr erhielt er eine persönliche Auszeichnung, als der Abwehrspieler zum Ulster Footballer of the Year gewählt wurde.
1958 gewann Trevorrow mit Ballymena United seinen letzten Titel, als unter dem neu verpflichteten Trainer Alex McCrae der Linfield FC im Irish-Cup-Endspiel besiegt wurde. Eine erfolgreiche Titelverteidigung trotz Finaleinzugs 1959 blieb ihm verwehrt, dieses Mal setzte sich der Glenavon FC in einem nach einem 1:1-Remis im regulären Finalspiel notwendigen Wiederholungsspiel durch.
Während seiner Zeit in Nordirland wurde Trevorrow mehrfach in die Irish-Football-League-Auswahlmannschaft berufen.